# Alien 3: The Gun
Pour les articles homonymes, voir Alien.
Alien 3: The Gun (stylisé Alien³: The Gun) est un jeu vidéo d'action de type tir au pistolet sorti en 1993 sur System 32. Le jeu a été développé et édité par Sega. Il est basé sur le film Alien³.